# Coupe CECAFA des nations
Pour les articles homonymes, voir Coupe CECAFA.
La Coupe CECAFA des nations oppose les nations d'Afrique centrale et d'Afrique de l'Est. Il existe une version similaire pour les clubs : Coupe Kagame Inter-Club. 

## Palmarès
| Année        | Pays hôte | Finale               | Finale              | Finale        | Match de la troisième place | Match de la troisième place | Match de la troisième place |
| Année        | Pays hôte | Champion             | Score               | Finaliste     | Troisième                   | Score                       | Quatrième                   |
| ------------ | --------- | -------------------- | ------------------- | ------------- | --------------------------- | --------------------------- | --------------------------- |
| 1973 Détails | Ouganda   | Ouganda              | 2 - 1               | Tanzanie      | Kenya Zambie                | (1)                         |                             |
| 1974 Détails | Tanzanie  | Tanzanie             | 1 - 1 (5 - 3) tab   | Ouganda       | Zambie Zanzibar             | (1)                         |                             |
| 1975 Détails | Zambie    | Kenya                | 0 - 0 (4 - 3) tab   | Malawi        | Tanzanie Ouganda            | (1)                         |                             |
| 1976 Détails | Zanzibar  | Ouganda              | 2 - 0               | Zambie        | Kenya Malawi                | (1)                         |                             |
| 1977 Détails | Somalie   | Ouganda              | 0 - 0 (5 - 3) tab   | Zambie        | Malawi                      | 2 - 1                       | Kenya                       |
| 1978 Détails | Malawi    | Malawi               | 3 - 2               | Zambie        | Kenya                       | 2 - 0                       | Ouganda                     |
| 1979 Détails | Kenya     | Malawi               | 3 - 2               | Kenya         | Tanzanie                    | 2 - 1                       | Zanzibar                    |
| 1980 Détails | Soudan    | Soudan               | 1 - 0               | Tanzanie      | Malawi                      | 1 - 0                       | Zambie                      |
| 1981 Détails | Tanzanie  | Kenya                | 1 - 0               | Tanzanie      | Zambie                      | 1 - 0                       | Ouganda                     |
| 1982 Détails | Ouganda   | Kenya                | 1 - 1 (5 - 3) tab   | Ouganda       | Zimbabwe                    | 3 - 0                       | Zanzibar                    |
| 1983 Détails | Kenya     | Kenya                | 1 - 0               | Zimbabwe      | Ouganda                     | 1 - 0                       | Malawi                      |
| 1984 Détails | Ouganda   | Zambie               | 0 - 0 (3 - 0) tab   | Malawi        | Ouganda                     | 3 - 1                       | Kenya                       |
| 1985 Détails | Zimbabwe  | Zimbabwe             | 2 - 0               | Kenya         | Malawi                      | 3 - 1                       | Ouganda                     |
| 1987 Détails | Éthiopie  | Éthiopie             | 1 - 1 (5 - 4) tab   | Zimbabwe      | Ouganda                     | 2 - 0                       | Zanzibar                    |
| 1988 Détails | Malawi    | Malawi               | 3 - 1               | Zambie        | Kenya                       | 0 - 0                       | Zimbabwe                    |
| 1989 Détails | Kenya     | Ouganda              | 3 - 3 (2 - 1) tab   | Malawi        | Kenya                       | 1 - 0                       | Zambie                      |
| 1990 Détails | Zanzibar  | Ouganda              | 2 - 0               | Soudan        | Tanzanie                    | 2 - 1                       | Zanzibar                    |
| 1991 Détails | Ouganda   | Zambie               | 2 - 0               | Kenya         | Ouganda                     | 3 - 1                       | Sudan                       |
| 1992 Détails | Tanzanie  | Ouganda              | 1 - 0               | Tanzanie 'b'  | Zambie                      | 4 - 0                       | Ouganda                     |
| 1994 Détails | Kenya     | Tanzanie             | 2 - 2 (4 - 3) tab   | Ouganda       | Kenya                       | 1 - 0                       | Érythrée                    |
| 1995 Détails | Ouganda   | Zanzibar             | 1 - 0               | Ouganda 'b'   | Kenya                       | 2 - 2 (5 - 4) tab           | Éthiopie                    |
| 1996 Détails | Soudan    | Ouganda              | 1 - 0               | Soudan 'b'    | Soudan                      | 1 - 1 (5 - 4) tab           | Kenya                       |
| 1999 Détails | Rwanda    | Rwanda 'b'           | 3 - 1               | Kenya         | Rwanda                      | 0 - 0 (3 - 2) tab           | Burundi                     |
| 2000 Détails | Ouganda   | Ouganda              | 2 - 0               | Ouganda 'b'   | Éthiopie                    | 1 - 1 (5 - 3) tab           | Rwanda                      |
| 2001 Détails | Rwanda    | Éthiopie             | 2 - 1               | Kenya         | Rwanda                      | 1 - 0                       | Rwanda 'b'                  |
| 2002 Détails | Tanzanie  | Kenya                | 3 - 2               | Tanzanie      | Rwanda                      | 2 - 1                       | Ouganda                     |
| 2003 Détails | Soudan    | Ouganda              | 2 - 0               | Rwanda        | Kenya                       | 2 - 1                       | Soudan                      |
| 2004 Détails | Éthiopie  | Éthiopie             | 3 - 0               | Burundi       | Soudan                      | 2 - 1                       | Kenya                       |
| 2005 Détails | Rwanda    | Éthiopie             | 1 - 0               | Rwanda        | Zanzibar                    | 0 - 0 (5 - 4) tab           | Ouganda                     |
| 2006 Détails | Éthiopie  | Soudan(2)            | 0 - 0 (10 - 11) tab | Zambie        | Rwanda                      | 0 - 0 (4 - 2) tab           | Ouganda                     |
| 2007 Détails | Tanzanie  | Soudan               | 2 - 2 (4 - 2) tab   | Rwanda        | Ouganda                     | 2 - 0                       | Burundi                     |
| 2008 Détails | Ouganda   | Ouganda              | 1 - 0               | Kenya         | Tanzanie                    | 3 - 2                       | Burundi                     |
| 2009 Détails | Kenya     | Ouganda              | 2 - 0               | Rwanda        | Zanzibar                    | 1 - 0                       | Tanzanie                    |
| 2010 Détails | Tanzanie  | Tanzanie             | 1 - 0               | Côte d'Ivoire | Ouganda                     | 4 - 3                       | Éthiopie                    |
| 2011 Détails | Tanzanie  | Ouganda              | 2 - 2ap (3 - 2tab)  | Rwanda        | Soudan                      | 1 - 0                       | Tanzanie                    |
| 2012 Détails | Ouganda   | Ouganda              | 2 - 1               | Kenya         | Zanzibar                    | 1 - 1ap (6 - 5tab)          | Tanzanie                    |
| 2013 Détails | Kenya     | Kenya                | 2 - 0               | Soudan        | Zambie                      | 1 - 1ap (6 - 5tab)          | Tanzanie                    |
| 2014         | Éthiopie  | compétition annulée. |                     |               |                             |                             |                             |
| 2015 Détails | Éthiopie  | Ouganda              | 1 - 0               | Rwanda        | Éthiopie                    | 1 - 1 (5-4 tab)             | Soudan                      |
| 2016         | Kenya     | compétition annulée. |                     |               |                             |                             |                             |
| 2017 Détails | Kenya     | Kenya                | 2 - 2ap (3 - 2tab)  | Zanzibar      | Ouganda                     | 2 - 1                       | Burundi                     |
| 2018         | Kenya     | compétition annulée. |                     |               |                             |                             |                             |
| 2019 Détails | Ouganda   | Ouganda              | 3 - 0               | Érythrée      | Kenya                       | 2 - 1                       | Tanzanie                    |

## Bilan par pays
| Nombre de victoires | Pays     | Année(s)                                                                                 |
| ------------------- | -------- | ---------------------------------------------------------------------------------------- |
| 15                  | Ouganda  | 1973, 1976, 1977, 1989, 1990, 1992, 1996, 2000, 2003, 2008, 2009, 2011, 2012, 2015, 2019 |
| 7                   | Kenya    | 1975, 1981, 1982, 1983, 2002, 2013 et 2017                                               |
| 4                   | Éthiopie | 1987, 2001, 2004 et 2005                                                                 |
| 3                   | Malawi   | 1978, 1979 et 1988                                                                       |
| 3                   | Soudan   | 1980, 2006 et 2007                                                                       |
| 3                   | Tanzanie | 1974, 1994 et 2010                                                                       |
| 2                   | Zambie   | 1984 et 1991                                                                             |
| 1                   | Rwanda   | 1999                                                                                     |
| 1                   | Zanzibar | 1995                                                                                     |
| 1                   | Zimbabwe | 1985                                                                                     |

## Participants
| - Burundi - Côte d'Ivoire B (non-membre de la CECAFA) - Djibouti - Érythrée - Éthiopie - Kenya - Kenya B - Libye (non-membre de la CECAFA) - Malawi (non-membre de la CECAFA) | - Ouganda - Ouganda B - Rwanda - Rwanda B - Seychelles (non-membre de la CECAFA) - Somalie - Soudan - Soudan B | - Soudan du Sud - Tanzanie - Tanzanie B - Zambie (non-membre de la CECAFA) - Zambie B (non-membre de la CECAFA) - Zanzibar - Zimbabwe (non-membre de la CECAFA) |